# Casey Fitzgerald (Schauspielerin)
Casey Fitzgerald (* in Las Vegas, Nevada) ist eine US-amerikanische Schauspielerin und Synchronsprecherin.

## Leben
Fitzgerald wurde in Las Vegas geboren. Sie machte ihren Masterabschluss an der Chapman University in Schauspiel. Anschließend zog sie nach Los Angeles. Erste schauspielerische Erfahrungen machte sie in Theaterstücken und Werbespots. 2010 übernahm sie die Hauptrolle im Kurzfilm Jay, wofür sie beim Love Unlimited-Filmfestival als beste Hauptdarstellerin ausgezeichnet wurde. Beim Widescreen-Filmfestival wurde sie für ihre Leistungen in ihrer Rolle im Film The Shift mit Danny Glover als beste Hauptdarstellerin ausgezeichnet. 2015 übernahm sie die Rolle der Sky im Low-Budget-Film Cowboys vs. Dinosaurs. Im Folgejahr lieh sie dem Tier Kaia in Timber – Ein echter Schatz ihre Stimme.

## Filmografie (Auswahl)
- 2009: School Gyrls
- 2010: Jay (Kurzfilm)
- 2010–2011: Doctor Who: Alternate Empire (Fernsehserie, 3 Episoden)
- 2011: After the Wizard
- 2011: Love Just Is-Emma
- 2011: Pretty Tough (Fernsehserie)
- 2011: The Remains of Clayton Lake (Kurzfilm)
- 2011: Amor Fati (Kurzfilm)
- 2012: Sorority Party Massacre
- 2013: The Shift
- 2013: Geek USA
- 2013: After Lilly (Kurzfilm)
- 2014: Patchwork (Kurzfilm)
- 2015: Cowboys vs. Dinosaurs (Fernsehfilm)
- 2016: Timber – Ein echter Schatz (Timber the Treasure Dog, Sprechrolle)
- 2018: Work Forced (Kurzfilm)